# Föderaler Öffentlicher Dienst Beschäftigung, Arbeit und Soziale Konzertierung
Der Föderale Öffentliche Dienst (FÖD) Beschäftigung, Arbeit und Soziale Konzertierung (niederländisch Federale Overheidsdienst (FOD) Werkgelegenheid, Arbeid en Sociaal Overleg, französisch Service public fédéral (SPF) Emploi, Travail et Concertation sociale) ist das Arbeitsministerium des Königreichs Belgien. Der FÖD Beschäftigung, Arbeit und Soziale Konzertierung ist eines der Föderalen Öffentlichen Dienste (Ministerien) in Belgien. Der FÖD wurde 2003 gegründet und hat seinen Sitz in Brüssel. Derzeitiger Arbeitsminister ist David Clarinval (MR).

## Organisation
Der FÖD Beschäftigung, Arbeit und Soziale Konzertierung ist in mehrere Dienste und Generaldirektionen gegliedert, auf die sämtliche Zuständigkeiten des Ministeriums verteilt sind.
An der Spitze des Organigramms steht der Direktionsausschuss, der vom Präsidenten des Direktionsausschusses geleitet wird. 
Der FÖD verfügt über zwei horizontale Verwaltungen, die andere Verwaltungen koordinieren und unterstützen:
- Dienste des Präsidenten
- Generaldirektion Unterstützungsdienste

Neben diesen horizontalen Verwaltungen verfügt der FÖD über fünf operative Generaldirektionen, von denen zwei die Arbeitsinspektion bilden, und einen den föderalen Inspektionsdiensten für Sozialsachen übergeordneten Dienst: 
- Generaldirektion kollektive Arbeitsbeziehungen
- Generaldirektion Arbeitsrecht und juristische Untersuchungen
- Generaldirektion Kontrolle der Sozialgesetze (Teil der Arbeitsinspektion)
- Generaldirektion Humanisierung der Arbeit
- Generaldirektion Kontrolle des Wohlbefindens bei der Arbeit (Teil der Arbeitsinspektion)
- Dienst für Sozialinformation und -ermittlung (den föderalen Inspektionsdiensten für Sozialsachen übergeordnet)